# زيموسكوب
زيموسكوب (بالإنجليزية: Zymoscope)‏ أو زيموميتر (زيمو من اليونانية القديمة ζυμόω ومعناها خميرة) هو جهاز يستخدم لقياس قدرة الخميرة على التخمير عن طريق قياس كمية غاز ثاني اكسيد الكربون الناتجة من تخمر كمية محددة من السكر.